# El Día del Señor

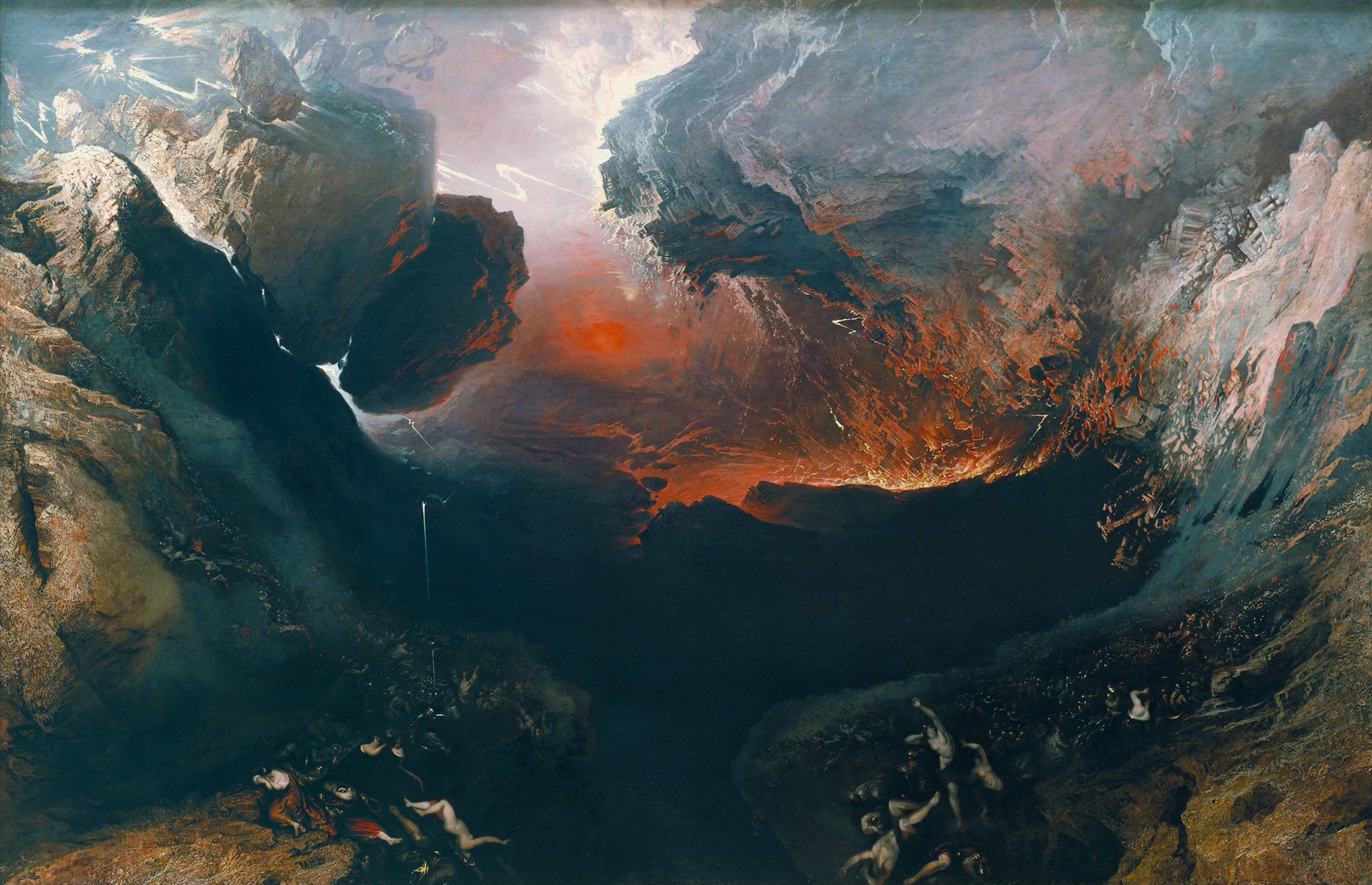
El Fin del Mundo, también conocido como El Gran Día de Su Ira de John Martin.

«El Día del Señor» (o «el Día de YHWH») es un término bíblico y un tema utilizado tanto en la Biblia Hebrea o Antiguo Testamento (יֹום יְהוָה), y el Nuevo Testamento (ἡμέρα κυρίου): «El sol se convertirá en tinieblas y la luna en sangre, antes que venga el día grande y espantoso de Yahweh» (Joel 2:31, citado en Hechos 2:20). 
En la Biblia Hebrea, el significado de las frases se refiere a eventos temporales, como la invasión de un ejército extranjero, la captura de una ciudad y el sufrimiento que le ocurrirá a los habitantes. Esto aparece mucho en el primer capítulo de Isaías.
En el Nuevo Testamento, el «día del Señor» también puede referirse a los propios tiempos del escritor o puede referirse a eventos predichos en una edad posterior de la historia de la tierra incluyendo el juicio final y el Mundo Venidero. La expresión también puede tener un significado amplio al referirse a la primera y la segunda venida de Jesucristo.
Yom יֹום   y hemera  ἡμέρα se refieren tanto a un día de 24 horas como a una era, etapa o época. Por esta razón son muchos los eventos que se profetizan para el Día del Señor, importante notar que el día judío comienza al anochecer por lo tanto se espera una etapa oscura (Amos 5:18) al inicio de esta era y luego el rayar del alba con La Estrella de la Mañana (Apocalipsis 22:16) seguido de la plena luz  (Malaquias 4:2). 

## Uso en el Antiguo Testamento
Se utilizó por primera vez por Isaías y posteriormente se incorporó en los textos de la literatura profética y apocalíptica de la Biblia. Se basa en las imágenes militares para describir a Yahweh como un «guerrero divino» que derrota a sus enemigos. En algunos textos proféticos del Antiguo Testamento, los enemigos del Señor son los enemigos de Israel y en estas visiones el día del Señor trae victoria para el pueblo de Israel. Otros profetas usan las imágenes como una advertencia a Israel o sus líderes y para ellos, ya que el día del Señor significará la destrucción de las naciones bíblicas de Israel y/o Judá. Este concepto se desarrolla en todas las Escrituras judías y cristianas en un día del juicio apocalíptico y divino en el fin del mundo.
En el canon bíblico, el primer uso directo de la frase se encuentra en Isaías 2: «Porque el día de Yahweh de los ejércitos vendrá sobre todo soberbio y altivo, sobre todo enaltecido y será abatido» (Isaías 2:12). Otro uso temprano de la frase está en Amós 5:18-20. Wright sugiere que la frase ya era una estándar, y los oyentes de Amós lo tomarían en el sentido de «el día en que Yahweh iba a intervenir para poner a Israel a la cabeza de las naciones, con independencia de la fidelidad de Israel a Él». Sin embargo, Amós declara: «¡Ay de los que desean el día de Yahweh! ¿Para qué queréis este día de Yahweh? Será de tinieblas y no de luz». Debido a que Israel había pecado, Dios vendría para juzgar sobre ellos. Así, el día de Yahweh es acerca de Dios castigando a su pueblo, ya sea a través de la invasión babilónica de Jerusalén o una plaga de langostas descrita en Joel 2:1-11. Sin embargo, Joel 2:32 mantiene la promesa de que en el Día de Yahweh, «todo aquel que invocare el nombre de Yahweh será salvo».
La referencia a un día específico como «El Día del Señor» se encuentra en Daniel 12:12, «Bienaventurado el que espere y llegue a mil trescientos treinta y cinco días».

## Uso en el Nuevo Testamento
Esta promesa también es recogida en el Nuevo Testamento, cuando Joel 2:28-32 es citado en Hechos 2:17-21. La frase también se utiliza en 1 Tesalonicenses 5:2 para referirse al rapto o para el regreso de Jesús.
La frase alude a un juicio por recompensas eternas en 2 Corintios 1:14, donde dice: «somos vuestra gloria, así como también vosotros la nuestra, para el día del Señor Jesús». 
El libro de Apocalipsis describe el día del Señor como un tiempo apocalíptico de la ira de Dios Todopoderoso, que viene sobre aquellos que sean juzgados malos. Es mencionado al principio del primer capítulo, siendo llevado espiritualmente el autor del libro a dicha época, mostrandole visiones del futuro con ayuda de un ángel. Las imágenes del texto muestran a todo hombre escondiéndose en las rocas de las montañas durante un terremoto importante para tratar de esconderse de la ira de Dios, mientras que los fenómenos celestes giran en torno al rojo sangre de la luna y a la oscuridad del sol (Apocalipsis 6:12-17). Estos fenómenos celestes también son mencionados en Joel 2:31, que predice el mismo orden preciso de los acontecimientos mencionados en Apocalipsis: La luna se vuelve rojo sangre y el sol se oscurece antes del gran día del Señor. Mateo 24:29-31 menciona el mismo evento, sin embargo, coloca el fenómeno celeste como algo que ocurre después de la «tribulación de aquellos días». El día del Señor también es mencionado en 2 Pedro 3:10: «Pero el día del Señor vendrá como ladrón en la noche; en el cual los cielos pasarán con grande estruendo y los elementos ardiendo serán deshechos y la tierra y las obras que en ella hay serán quemadas». De acuerdo con estos pasajes, parece entonces que el día del Señor es un acontecimiento estrechamente ligado con la venida del Mesías para juzgar al mundo.

### «Día del Señor», como día de culto cristiano
Meredith Kline equipara «El Día de Yahweh» con el «Día del Señor», tomado generalmente para referirse al día semanal de descanso cristiano. Kline argumenta que el «Día del Señor» mencionado en Apocalipsis 1:10 no es el primer día de la semana, sino que se refiere a «la entronización celestial ya realizada del Señor Jesús».